# Antenna (film)
Antenna is een Nederlandse film uit 1970 van de Nederlandse regisseur Adriaan Ditvoorst.
Ditvoorst vond het leuk om in zijn films actuele onderwerpen uit de maatschappij op satirische wijze te behandelen.
In deze film werd op humoristische wijze de hippiegemeenschap geparodieerd. Het verhaal gaat over Aquarius, een excentrieke eenzame kunstenaar die met een zelfgebouwd vlot over de Schelde vaart. Onderweg komt hij aan bij een katholiek klooster waarin conservatieve nonnen de scepter zwaaien. Binnen het klooster heerst een strenge dictatuur, seksuele voorlichting bestaat niet en de vrijheid van het individu moet zwichten onder het juk van het geloof.
In het klooster woont ook de 18-jarige Antenna, die al haar hele leven lang droomt van een leven vol vrijheid buiten de muren van het klooster. In Aquarius ziet ze echter haar reddende engel. Samen met hem besluit ze te vluchten, 's ochtends vroeg varen ze met hun vlot de rivier op, op weg naar een toekomst vol vrijheid en samenzijn.
Terwijl het vlot in de mist verdwijnt, komt er ineens een andere scène, we zien een eenzame hippie (die verdacht veel weg heeft van Jezus Christus) die woont op een boerderij. Op een dag trekt hij als een soort profeet met zijn auto het land in om daar aan iedereen de Goede boodschap te verkondigen.
Hij wil liefde en vrede brengen aan iedereen en dit doet hij door gratis wiet uit te delen. De film eindigt in Amsterdam waar de "drugsmessias" de Amsterdamse rocktempel Paradiso binnengaat. Hier zitten tussen de hippiecommune ook Aquarius en Antenna.
Antenna geeft een tijdsbeeld van jaren 70. De film is een typisch werk van Ditvoorst: vrijheid van het individu, het verlangen naar een utopie wat niet uitkomt, de eenzame en onbegrepen kunstenaar, de afkeer tegen de staat, bureaucratie en religieuze instanties, absurde bijpersonages enz.
De film heeft weinig dialoog en wordt grotendeels door de beelden van cameraman Jan de Bont verteld.
1896-1909 · 1910-19 · 1920-29 · 1930-39 · 1940-49 · 1950-59 · 1960-69 · 1970-79 · 1980-89 · 1990-99 · 2000-09 · 2010-19
· 2020-29